# Робертс, Айзек
Айзек Робертс (англ. Isaac Roberts; 27 января 1829, Денбишир — 17 июля 1904, Кроуборо) — уэльский инженер и бизнесмен, наиболее известный своей работой в качестве астронома-любителя, первооткрывателя в области астрофотографии туманностей.
Айзек Робертс был членом Ливерпульского астрономического общества в Англии, а также членом Королевского геологического общества. Робертс был награждён Золотой медалью Королевского астрономического общества в 1895 году.

## Биография
Робертс родился в Грус-Бах (англ. Groes Bach), Хенллан, Денбишир, в семье фермера Уильяма Робертса и его жены Кэтрин Робертс, урождённой Уильямс, в январе 1829 года, где он провёл несколько лет своего детства. Позже он переехал в Ливерпуль, где с 12 ноября 1844 года пошёл учиться профессии в фирму инженеров-механиков John Johnson & Son (позже переименованной в Johnson and Robinson). В 1847 году он стал партнёром фирмы и поступил в вечернюю школу. В 1855 году, когда Питер Робинсон умер, Робертс стал управляющим фирмы, а после смерти другого партнёра, Джона Джонсона, Робертс отвечал за контракты и дела фирмы. В 1859 году Робертс начал работать строителем. В 1862 году к нему присоединился сын Питера Робинсона, Дж. Дж. Робинсон. Айзек Робертс добился больших успехов и стал известен как один из лучших инженеров в регионе.
Исаак Робертс женился на своей первой жене, Эллен Энн (Минни) Картмел (1852—1901), дочери Энтони Картмела, судостроителя, и его жены Энн, 22 июля 1875 года в Сент-Томасе, Лидиат, затем в Ланкашире. Эллен Энн Робертс была похоронена в Ливерпуле 30 марта 1901 года. Её адрес был указан как «Kennessee House, Maghull». Исаак Робертс женился на Доротее Клюмпке, которая была почти на 30 лет моложе его, в октябре 1901 года.
Он стал агностиком в своих религиозных взглядах.

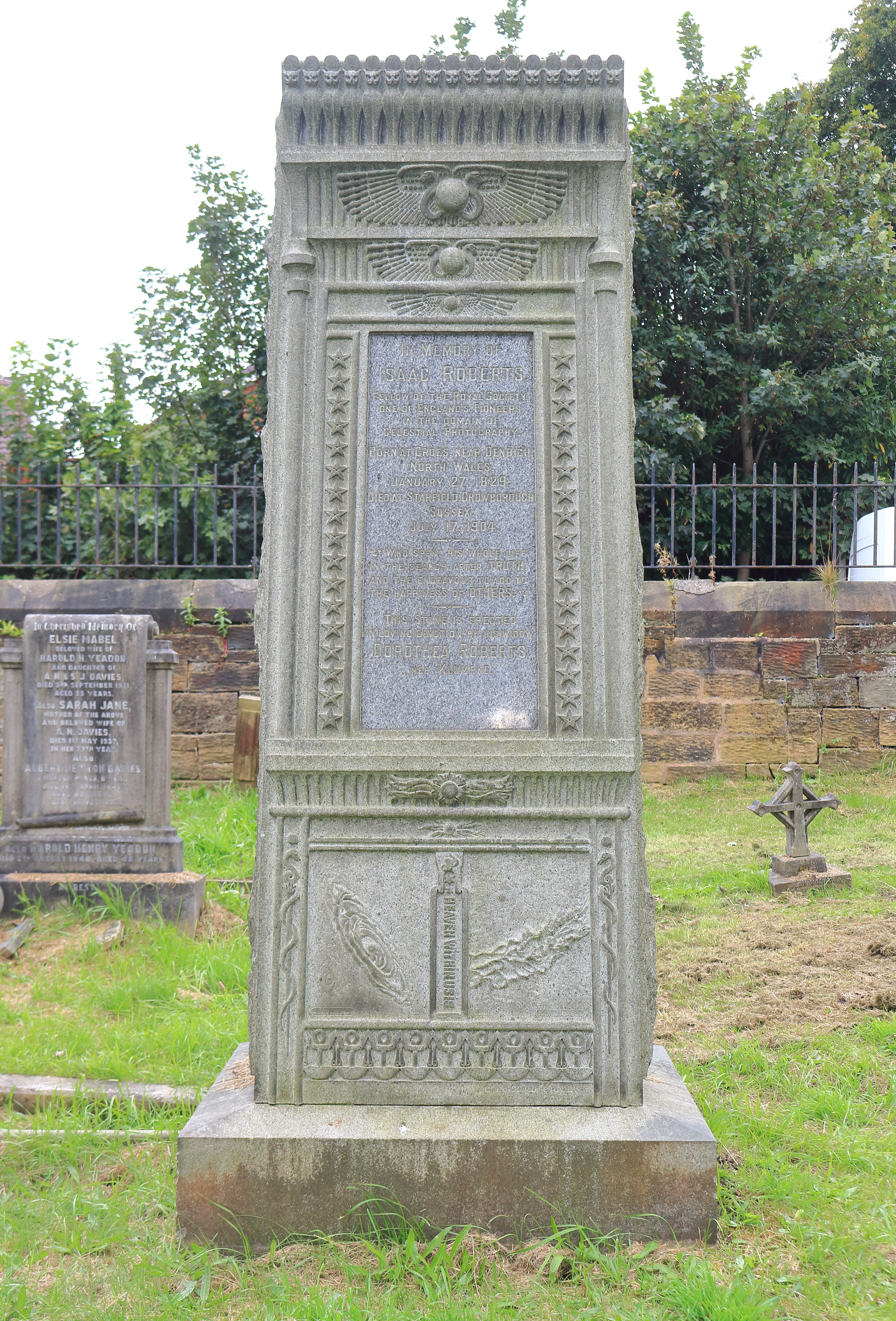
Могила Робертса в Мемориальные сады Флейбрика